# Euophrys albopalpalis
Euophrys albopalpalis là một loài nhện trong họ Salticidae.
Loài này thuộc chi Euophrys. Euophrys albopalpalis được Bao & Peng miêu tả năm 2002.